# Triangulum
Triangulum o el Triángulo es una pequeña constelación del norte, cuyas tres estrellas más brillantes, de tercera y cuarta magnitud, forman un triángulo casi isósceles. Es una de las 88 constelaciones modernas y también fue una de las 48 listadas por Ptolomeo.
Las estrellas blancas Beta y Gamma Trianguli, de magnitud aparentes 3,00 y 4,00, respectivamente, forman la base del triángulo y la amarilla-blanca Alfa Trianguli, de magnitud 3,41, el vértice. Iota Trianguli es un notable sistema estelar doble, y hay tres sistema estelars con planetas conocidos situados en Triangulum. La constelación contiene varias galaxias, la más brillante y cercana de las cuales es la Galaxia del Triángulo o Messier 33, miembro del Grupo Local. El primer cuásar observado, 3C 48, también se encuentra dentro de los límites de Triángulo.
No debe ser confundida con la constelación austral Triangulum Australe.

## Características destacables

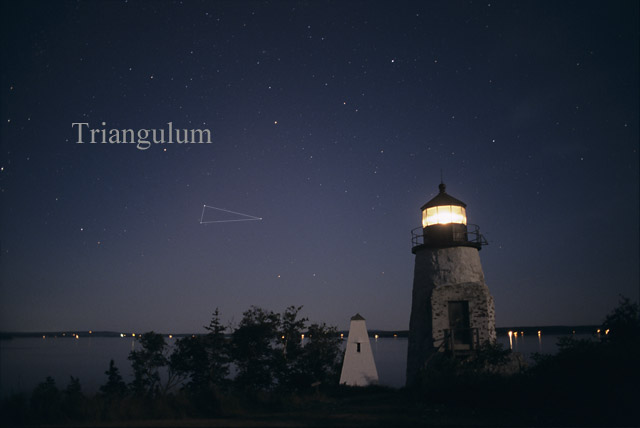
Constelación de Triangulum

Solo dos estrellas de Triangulum poseen magnitud aparente inferior a 4. La más brillante, β Trianguli, es una subgigante blanca de tipo espectral A5IV con una temperatura superficial de 8020 K. Tiene una compañera estelar, probablemente semejante al Sol, cuyo período orbital es de 31,4 días.
La segunda estrella más brillante es α Trianguli, que recibe el nombre de Mothallah, una binaria espectroscópica cuya componente principal es también una subgigante, aunque de tipo F6IV. La estrella secundaria es muy tenue y nada se sabe de ella, salvo que debe estar extraordinariamente cerca —quizás en torno a 0,04 UA—, pues el período orbital es de solo 1,74 días. Ambas se encuentran a 63,3 años luz del sistema solar.
La tercera estrella que forma el triángulo que da nombre a la constelación es γ Trianguli, una estrella blanca de la secuencia principal de tipo A1V.
A solo 35 años luz de la Tierra, δ Trianguli es también una binaria espectroscópica con un período de 10,02 días. La estrella principal es un análogo solar de tipo espectral G0.5V y 5900 K de temperatura. Brilla con una luminosidad entre 0,8 y 1,1 veces la que tiene el Sol y su radio está comprendido entre 0,86 y 0,98 radios solares. Su masa es igual o ligeramente superior a la del Sol.
Entre las variables de la constelación, X Trianguli es una binaria eclipsante en cuyo eclipse principal su brillo disminuye 2,72 magnitudes, siendo el período orbital del sistema ligeramente inferior a un día.
Se conocen varias estrellas en Triangulum con planetas extrasolares. HD 9446 es una enana amarilla de tipo G5V con dos planetas cuyas masas son, al menos, 0,7 y 1,7 veces mayores que la de Júpiter.
HD 13189 es una gigante naranja con un planeta gigante o una enana marrón, entre 8 y 20 veces más masivo que Júpiter, que emplea 472 días en completar una órbita.
Careciendo de estrellas brillantes, el objeto de mayor interés en esta constelación es la galaxia del Triángulo (M33), galaxia espiral que forma parte del Grupo Local. Es el tercer miembro más importante del grupo después de la Vía Láctea y la galaxia de Andrómeda.
Los datos astrométricos de Gaia parecen descartar la posibilidad de que M33 y la galaxia de Andrómeda estén en órbita. Si esto es correcto, M33 se encamina hacia su primer encuentro con la Galaxia de Andrómeda.
Dentro de M33, NGC 604 es una región HII de formación estelar de gran tamaño.

## Estrellas principales
- α Trianguli (Metallah o Mothallah), es una binaria espectroscópica de magnitud 3,41, menos brillante que β Trianguli.
- β Trianguli (Deltotum o Deltotron), la más brillante de la constelación con magnitud 3,00, una estrella subgigante blanca.
- γ Trianguli, estrella blanca de magnitud 4,03.
- δ Trianguli, enana amarilla algo mayor que el Sol a solo 35 años luz de distancia.
- ε Trianguli, estrella doble formada por una estrella principal de magnitud 5,50 y otra secundaria de magnitud 11.
- ι Trianguli (TZ Trianguli), sistema estelar cuádruple y estrella variable.
- 7 Trianguli, estrella blanca de la secuencia principal de magnitud 5,25.
- 13 Trianguli, enana amarilla con una antigüedad de más de 6500 millones de años, de magnitud 5,89.
- X Trianguli, binaria eclipsante de magnitud 9,00.
- UV Trianguli, variable Delta Scuti de magnitud 11,2.
- HD 9446, enana amarilla con dos planetas.
- HD 13189, gigante naranja acompañada de una enana marrón o un planeta gigante.

## Objetos de cielo profundo

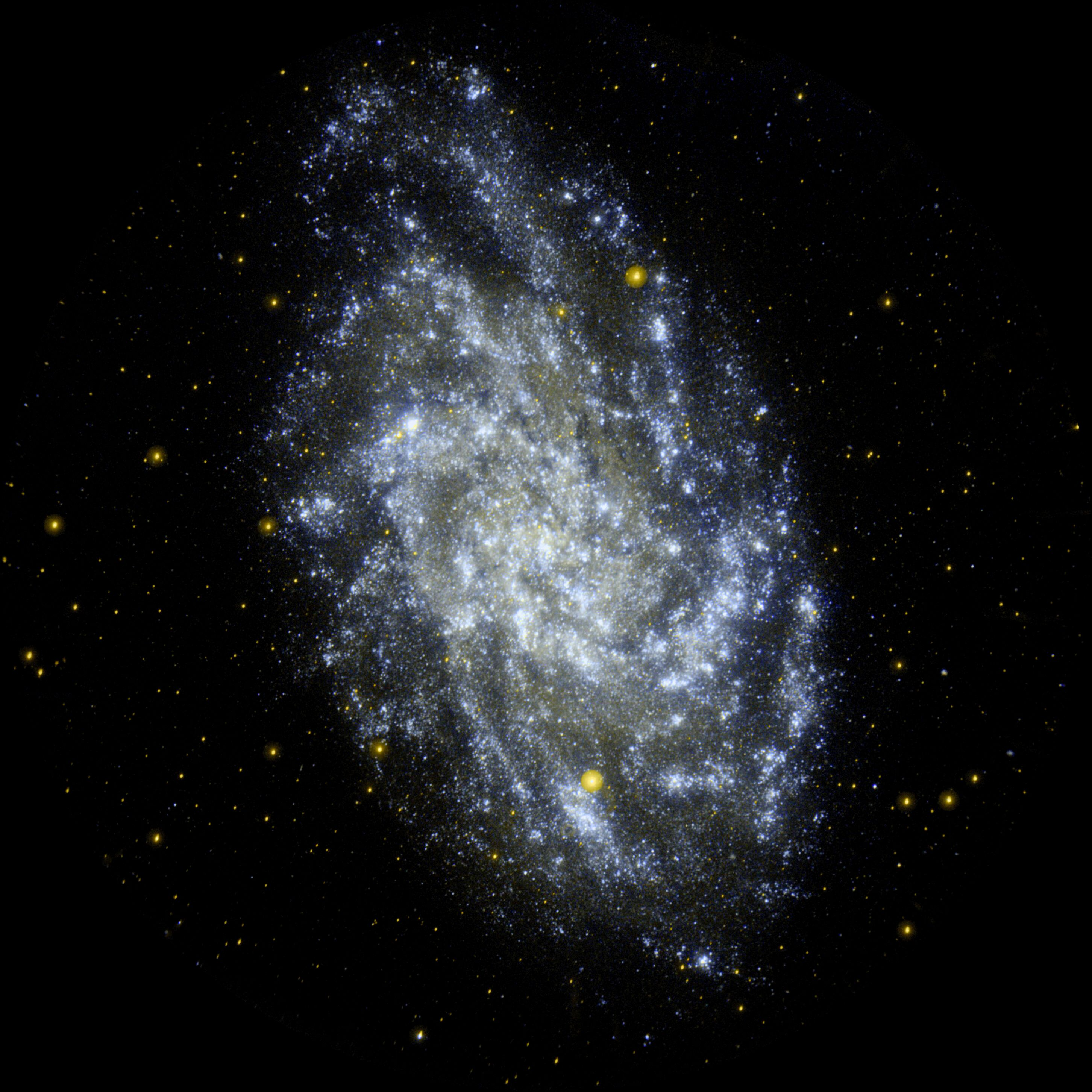
La galaxia del Triángulo, una de las principales galaxias de nuestro Grupo Local.

- Galaxia del Triángulo (M33), galaxia espiral tipo Sc y miembro del Grupo Local que parece ser una galaxia satélite de la galaxia de Andrómeda, situada a 2,9 millones de años luz. Al tener magnitud 5,8, es lo suficientemente brillante para ser divisada a simple vista en el cielo nocturno.
- Nebulosa NGC 604, la región más grande de hidrógeno ionizado que se conoce.
- Galaxia espiral NGC 925, así como las galaxias NGC 672 e IC 1727, estas últimas separadas apenas 88 000 años luz.
- Quasar 3C 48, al norte de la constelación, uno de los primeros descubiertos.

La Galaxia del Triángulo, también conocida como Messier 33, fue descubierta por Giovanni Battista Odierna en el siglo XVII. Miembro distante del Grupo Local, se encuentra a unos 2,3 millones de años-luz de distancia, y con una magnitud de 5,8 es lo suficientemente brillante como para ser visto a simple vista en cielos oscuros. Al ser un objeto difuso, es difícil de véase bajo cielos contaminados por la luz, incluso con un telescopio pequeño o unos prismáticos, y se requiere poca potencia para verla. Se trata de una galaxia espiral con un diámetro de 46 000 años luz, por lo que es más pequeña que la galaxia de Andrómeda y la Vía Láctea. Una distancia de menos de 300 kiloparsecs entre ella y Andrómeda apoya la hipótesis de que es un satélite de la galaxia mayor. Se cree que estuvo interactuando con él a partir de sus velocidades. Dentro de la constelación, se encuentra cerca de la frontera de Piscis, 3,5 grados al oesnoroeste de Alfa Trianguli y 7 grados al suroeste de Beta Andromedae. Dentro de la galaxia, NGC 604 es una región H II donde tiene lugar la formación estelar.

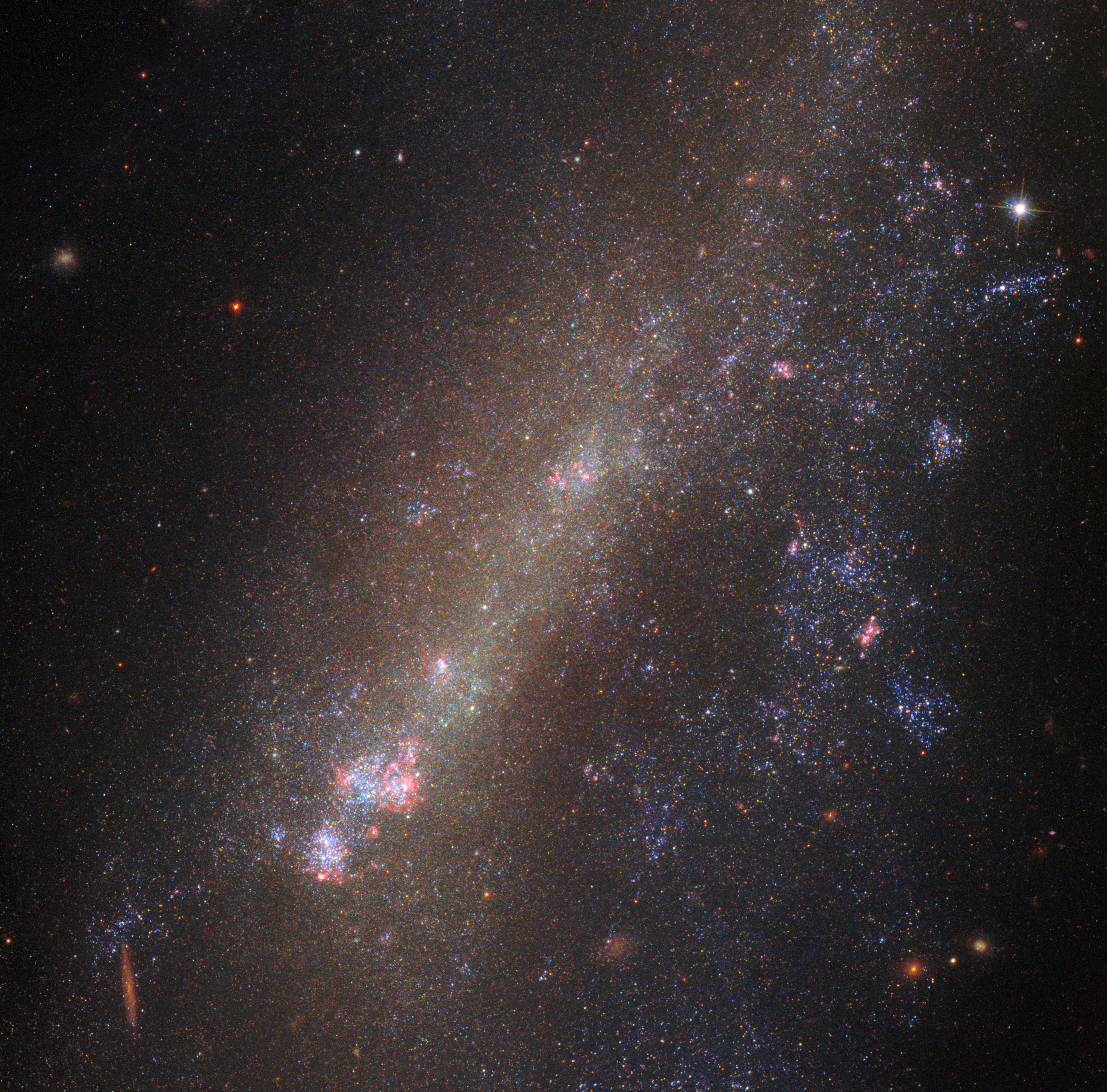
IC 1727 y UGC 1249.

Además de M33, hay varias galaxias NGC de magnitudes visuales 12 a 14. Entre las más grandes se encuentran la galaxia espiral de magnitud 12 NGC 925, de 10 arcminutos de longitud, y la galaxia espiral barrada de magnitud 11,6 NGC 672, de 5 minutos de arco de longitud. Esta última está cerca y parece estar interactuando con IC 1727. Ambas están separadas por 88.000 años luz y se encuentran a unos 18 millones de años luz. Estas dos más otras cuatro galaxias enanas irregulares cercanas constituyen el grupo NGC 672, y las seis parecen haber tenido un estallido de formación estelar en los últimos diez millones de años. Se cree que el grupo está conectado a otro grupo de seis galaxias conocido como el grupo NGC 784, llamado así por su galaxia principal, la espiral barrada NGC 784. Junto con dos galaxias enanas aisladas, estas catorce parecen moverse en una dirección común y constituyen un grupo posiblemente situado en un filamento de materia oscura. . 3C 48 fue el primer cuásar observado, aunque su verdadera identidad no se descubrió hasta después de la de 3C 273 en 1963. Tiene una magnitud aparente de 16,2 y se encuentra a unos 5 grados al noroeste de Alfa Triángulo.

## Historia y mitología
En los catálogos de estrellas babilonios, Triangulum, junto con Gamma Andromedae, formaba la constelación conocida como MULAPIN (
𒀯𒀳
) "El Arado". Es notable como la primera constelación presentada en (y que da nombre a) un par de tablillas que contienen listas de estrellas canónicas que fueron compiladas alrededor del año 1000 a. C., las MUL.APIN. El Arado fue la primera constelación de la "Vía de Enlil", es decir, el cuarto más septentrional de la trayectoria del Sol, que corresponde a los 45 días a cada lado del solsticio de verano. Su primera aparición en el cielo antes del amanecer (Orto helíaco) en febrero marcaba el momento de comenzar el arado de primavera en Mesopotamia.
El catasterismo del Triángulo, en la mitología griega, y en palabras de Eratóstenes, se encuentra colocado encima de la cabeza del Carnero. Se dice que como ese brilla poco, se halla sobre él, bien visible, una letra tomada del nombre de Zeus, la primera letra (delta), situada allí por Hermes, a quien compitió fijar el orden de los astros. Algunos afirman también que la figura de Egipto deriva del triángulo que se halla entre las estrellas; y dicen que el Nilo trazó de esta manera la silueta del país, garantizándole al tiempo la estabilidad al colaborar en facilitar la siembra y permitir la recolección de los frutos en el momento oportuno de las estaciones. Otros dicen que toma la forma de Etiopía y Egipto, donde el Nilo marca sus fronteras. Otros más creen que Sicilia está representada allí. Y también los hay quienes dicen que tres ángulos fueron puestos allí porque los dioses dividieron el universo en tres partes.
Los antiguos griegos llamaban a Triangulum Deltoton (Δελτωτόν), ya que la constelación se asemejaba a una letra griega delta mayúscula (Δ). Fue transliterada por los escritores romanos, y más tarde latinizado como Deltotum. Higino lo asoció con la isla triangular de Sicilia, antiguamente conocida como Trinacria debido a su forma. También se llamaba Sicilia, porque los romanos creían que Ceres, diosa patrona de Sicilia, rogó a Júpiter que colocara la isla en el cielo. Astrónomos griegos como Hiparcos y Ptolomeo la llamaron Trigonon (Τρίγωνον), y más tarde, se romanizó como Trigonum. Otros nombres que hacen referencia a su forma son Tricuspis y Triquetrum. Alfa y Beta Trianguli se llamaban Al Mīzān, que en árabe significa "El rayo de la balanza". En la astronomía china, Gamma Andromedae y las estrellas vecinas, incluidas Beta, Gamma y Delta Trianguli, recibieron el nombre de Teen Ta Tseang Keun (天大将军, "El gran general del Cielo"), que representa el honor en astrología y un gran general en mitología.
Más tarde, el cartógrafo celeste alemán del siglo XVII Johann Bayer llamó a la constelación Triplicitas y Orbis terrarum tripertitus, por las tres regiones Europa, Asia y África. Triangulus Septentrionalis fue un nombre utilizado para distinguirla de Triangulum Australe, el Triángulo Austral. El astrónomo polaco Johannes Hevelius eliminó tres estrellas débiles -ι, 10 y 12 Trianguli- para formar la nueva constelación de Triangulum Minus en su Firmamentum Sobiescianum de 1690, renombrando la original como Triangulum Majus. La constelación más pequeña no fue reconocida por la Unión Astronómica Internacional (IAU) cuando las constelaciones fueron establecidas en los años 20.
A pesar de ser una constelación menor, el grupo de estrellas que forma Triangulum ya era conocido en la antigüedad y, debido a su parecido con la letra griega Δ tomó a veces el nombre de Delta o Deltotum. Por su forma también se ha asociado al delta del río Nilo y se ha relacionado con la isla de Sicilia.